# William Guerra
William Guerra, född 24 februari 1968 i Detroit, är en sanmarinsk före detta fotbollsspelare.
Guerra spelade 40 matcher för det sanmarinska landslaget. Han var lagkapten i 24 av dessa, han fick axla rollen efter att Massimo Bonini slutat i landslaget. Guerra var lagkapten när San Marino för första gången tog poäng i tävlingssammanhang vilket var genom 0–0 mot Turkiet under kvalet till VM 1994.
Han kandiderade 2022 till president för San Marinos fotbollsförbund men valdes inte.